# Mega Man X8
Mega Man X8, conocido en Japón como Rockman X8 (ロックマンＸ8 Rokkuman X8?) es el octavo y hasta ahora el último videojuego enumerado en la cronología X de la serie Mega Man (excluyendo derivados y remakes). El juego desecha por completo el modo de juego 3D (de Mega Man X7) y regresa a un 2D con gráficos más avanzados. Todos los personajes han recibido un cambio estético, el más notable es el adelgazamiento de pies y brazos, mostrando un diseño más aerodinámico. El juego posteriormente fue llevado a la PC en Japón, Corea del Sur y Europa. Una vez instalado el juego, no es posible cambiar de idioma de interfaz, a menos de que reinstale el juego. Fue relanzado el 24 de junio de 2018 a nivel mundial y 2 días después en Japón como parte de Mega Man X Legacy Collection 2 (Rockman X Anniversary Collection 2 en Japón) para Steam, PlayStation 4, Xbox One y Nintendo Switch.

## Historia
En 21xx, los seres humanos cansados por las continuas rebeliones de los Reploids. Gracias a la nueva tecnología, los seres humanos comenzaron a emigrar a la luna con el Proyecto Jakob.
La seguridad humana se ha perdido, por lo que se ha implementado el proyecto del elevador orbital, el propósito de este es crear una torre gigante con el que los humanos podrán tomar naves que los llevaran a la nueva colonia lunar.
Lúmine, el director en jefe de dicho proyecto, es secuestrado por Vile V , por lo que los Hunters deberán volver a combatir contra 8 Mavericks.
Al llegar a la luna, los Hunters deberán enfrentar a la nueva generación de Reploids, los cuales han adoptado el aspecto de Sigma con el propósito de poder sobrevivir a los peligros.
Al final X , Zero y Axl confrontan a Sigma (en un estado incompleto pero funcional) el cual afirma que la razón por la que los nuevos réploids tienen su aspecto es porque pretende invadir la tierra junto con sus "niños", Sigma es derrotado y los Hunters consiguen rescatar a Lumine.
Pero Lumine revela ser el autor de su secuestro , Sigma solo era un títere pues la meta de Lumine era ganarse su confianza para obtener su ADN e instalárselo a los Reploids de nueva generación. Lumine invita a X a gobernar la tierra junto con él, pues afirma que solo un Reploid tan sabio como el (recordando que X es el primer
Reploid del mundo) para gobernar la tierra, un mundo utópico donde al ser los únicos líderes no habría más conflictos; y aunque X se ve tentado por la oferta, gracias a Axl se rehúsa, finalmente Lumine emergerá con la forma de un Ángel para terminar con ellos.
Cuando Lumine es derrotado, un tentáculo sale de su torso y golpea a Axl (de forma similar a como fue golpeado Zero por Sigma), Zero corta su tentáculo y X con un rayo mega-cargado lo extermina por completo.

## Finales
Al igual que en juegos anteriores terminar el juego con un personaje revela un fragmento final de la historia.
- Final de X: X Se encuentra confundido, reflexionando si todas las vidas que se habían perdido y los combates que se realizaron habían valido la pena. Zero le dirá que el propósito de su existencia es el de proteger a la humanidad y mientras exista algo que la ponga en peligro, lucharan.

- Final de Zero: Zero esta feliz, pues al ser destruido lo que quedaba de Sigma, era posible que la paz finalmente llegaría a todos.

- Final de Axl: dentro del casco se muestra una astilla de Lumine.

## Jugabilidad
Mega Man X8 se usó los modelos 3D, pero la mecánica fue reemplazada por 2D. 2 zonas son jugadas en total 3D debido a que involucran vehículos. Los enemigos eliminados dejan caer metales, el dinero del juego, lo cual es usado para comprar objetos consumibles, reintentos o mejoras para X, Zero y Axl. El juego presenta 3 dificultades, con una diferencia cada dificultad. Normal o Difícil es requisito para el verdadero final y una batalla extra.
Esta vez, en vez de un personaje por zona, ya se puede elegir 2, además de un navegante que proporciona información sobre el entorno o los jefes. El sistema de Giga Attack también cambia y solo se efectua si la barra de Giga Attack está llena y los 2 personajes estén vivos. Otra mecánica que fue agregada es el rompe-guardia, en donde los jugadores rompe los escudos enemigos si son atacados con armas específicas.
Mavericks a vencer:
- Optic Sunflower (Girasol)
- Gravity Antonion (Hormiga)
- Dark Mantis (Mantis religiosa)
- Bamboo Pandamonium (Panda gigante)
- Gigabolt Man-O-War (Carabela portuguesa)
- Earthrock Trilobyte (Trilobite)
- Avalanche Yeti (Yeti)
- Burn Rooster (Gallo, posiblemente un gallo de peleas)

## Desarrollo
Megaman X8 se desarrolló en Capcom Production Studio 1. Keiji Inafune decidió no involucrarse en la creación del juego, a pesar de que el diseño del juego fue consultado con él antes de cambiar todo el estilo de los personajes. A pesar de que se usó los modelos 3D, la mecánica del juego fue convertido a 2.5D debido a las críticas negativas del juego anterior.
En cuanto a canciones, se encuentra 51 en esta tabla:

Toda la música compuesta por Yuko Komiyama, Naoto Tanaka, y Shinya Okada. 
| Rockman X8 Original Soundtrack |                                       |          |  |
| N.º                            | Título                                | Duración |  |
| 1.                             | «Theme Of "RockmanX8"»                |          |  |
| 2.                             | «Noah's Park»                         |          |  |
| 3.                             | «Intrusion Crabz-Y»                   |          |  |
| 4.                             | «VS Maverick»                         |          |  |
| 5.                             | «Troia Bass~Passage»                  |          |  |
| 6.                             | «Troia Bass~Forwarding»               |          |  |
| 7.                             | «Primrose»                            |          |  |
| 8.                             | «Pitch Black~Sneaking»                |          |  |
| 9.                             | «Pitch Black~Discovery»               |          |  |
| 10.                            | «Dynasty»                             |          |  |
| 11.                            | «Inferno~Descending»                  |          |  |
| 12.                            | «Inferno~Going up»                    |          |  |
| 13.                            | «Central White»                       |          |  |
| 14.                            | «Metal Valley~Evade»                  |          |  |
| 15.                            | «Metal Valley~Overheat»               |          |  |
| 16.                            | «Booster Forest»                      |          |  |
| 17.                            | «Booster Forest~Ride Armor "CYCLOPS"» |          |  |
| 18.                            | «VS Boss Demo»                        |          |  |
| 19.                            | «VS 8Boss»                            |          |  |
| 20.                            | «Angry 8Boss»                         |          |  |
| 21.                            | «Jakob»                               |          |  |
| 22.                            | «VS VAVA»                             |          |  |
| 23.                            | «Gateway»                             |          |  |
| 24.                            | «Gateway~Escape»                      |          |  |
| 25.                            | «VS CopySigma»                        |          |  |
| 26.                            | «Sigma Palace»                        |          |  |
| 27.                            | «VS Sigma Demo»                       |          |  |
| 28.                            | «VS Sigma»                            |          |  |
| 29.                            | «VS Lumin~The first form»             |          |  |
| 30.                            | «VS Lumin Demo»                       |          |  |
| 31.                            | «VS Lumin~The second form»            |          |  |
| 32.                            | «Paradise Lost»                       |          |  |
| 33.                            | «Intermission»                        |          |  |
| 34.                            | «Dr.Light's Capsule»                  |          |  |
| 35.                            | «Title»                               |          |  |
| 36.                            | «Hunter Base~Going to the front»      |          |  |
| 37.                            | «Hunter Base~Doubt»                   |          |  |
| 38.                            | «Hunter Base~Wickedness»              |          |  |
| 39.                            | «Stage Start»                         |          |  |
| 40.                            | «Stage Clear»                         |          |  |
| 41.                            | «Weapon Get!»                         |          |  |
| 42.                            | «Result!»                             |          |  |
| 43.                            | «Menu»                                |          |  |
| 44.                            | «Save&Load»                           |          |  |
| 45.                            | «Option»                              |          |  |
| 46.                            | «Demo~Deepening mystery»              |          |  |
| 47.                            | «Demo~Sorrow»                         |          |  |
| 48.                            | «Demo~Perplexity»                     |          |  |
| 49.                            | «Demo~Advancement»                    |          |  |
| 50.                            | «Demo~With the Hunter Base»           |          |  |
| 51.                            | «Ending»                              |          |  |
| 1:15:56                        |                                       |          |  |

"Wild Fang" (Janne Da Arc) no está incluida en el OST ni en la versión norteamericana de PS2 debido a problemas de licencia. La versión de PC fue lanzada en Japón, Corea, Europa y como descarga en Norteamérica. Soporta todos los idiomas europeos posibles, incluyendo el japonés, inglés, español y coreano, y las voces se pueden optar por japonés o inglés. El BGM y los efectos, para ahorrar espacio en disco duro, son creados en formato OGG Vorbis.